# Pět Spišských ples

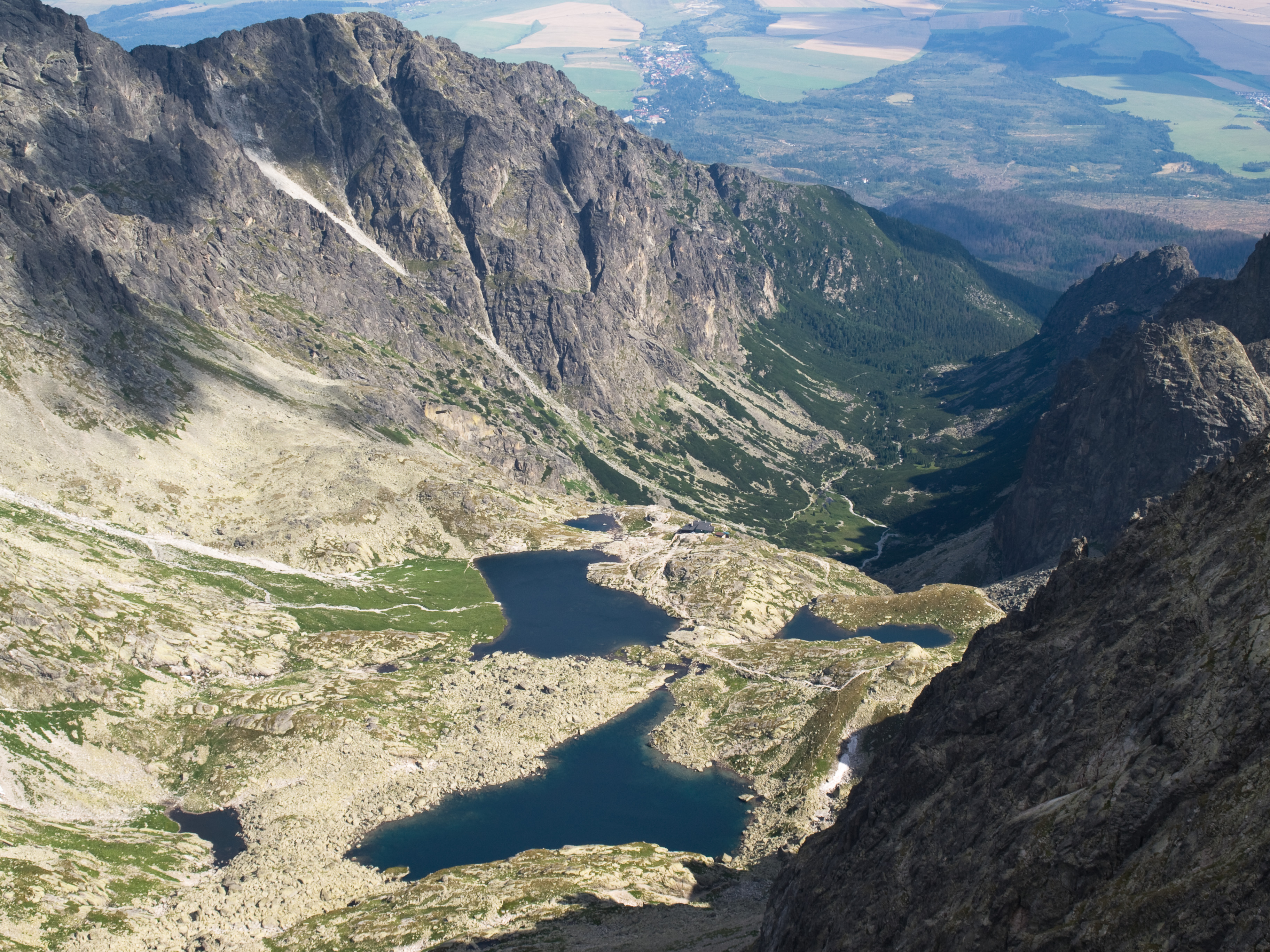
Pět Spišských ples

Pět Spišských ples (slovensky Päť Spišských plies) je soubor pětice ledovcových jezer nacházejících se na konci Malé studené doliny v těsné blízkosti Téryho chaty. Plesa leží v nadmořské výšce od 1992 do 2022 m a jsou různě velká.

## Plesa
| č.  | jezero                   | rozloha (ha) | délka (m) | šířka (m) | m.hl. (m) | objem (m³) | n.v. (m) | Souřadnice                       |
| --- | ------------------------ | ------------ | --------- | --------- | --------- | ---------- | -------- | -------------------------------- |
| I   | Veľké Spišské pleso      | 2,8700       | 324       | 182       | 10,1      | 124 591    | 2 013    | 49°11′34″ s. š., 20°11′41″ v. d. |
| II  | Prostredné Spišské pleso | 1,8880       | 225       | 142       | 4,7       | 50 193     | 2 010    | 49°11′29″ s. š., 20°11′54″ v. d. |
| III | Nižné Spišské pleso      | 0,6200       | 145       | 86        | 4,3       | 11 308     | 1 992    | 49°11′24″ s. š., 20°11′47″ v. d. |
| IV  | Vyšné Spišské pleso      | 0,1840       | 100       | 45        | 1,6       | 1 466      | 2 022    | 49°11′40″ s. š., 20°11′47″ v. d. |
| V   | Malé Spišské pleso       | 0,1695       | 54        | 54        | 3,7       | 2 421      | 1 997    | 49°11′25″ s. š., 20°12′01″ v. d. |